# 園田実彦
園田 実彦（そのだ さねひこ、1924年9月22日 - 1995年1月10日）は、日本の映画プロデューサー。
熊本県熊本市出身。1952年京都大学法学部卒業後、東映に入社。1955年企画部プロデューサー、1965年企画部次長、1966年企画部長となる。

## 映画企画
- 月光仮面 (1958年)
- 母と拳銃 (1958年)
- 月光仮面　魔人の爪 (1958年)
- 黒い指の男 (1959年)
- 特ダネ三十時間 第三の女 (1959年)
- 特ダネ三十時間 深夜の挑戦 (1959年)
- 月光仮面　怪獣コング (1959年)
- 遊星王子 (1959年)
- 月光仮面　幽霊党の逆襲 (1959年)
- 月光仮面　悪魔の最後 (1959年)
- 特ダネ三十時間 拾った牝豹 午前零時の顔 (1959年)
- 拳銃を磨く男 (1959年)
- 拳銃を磨く男 あの女を探せ (1959年)
- 億万長者 (1960年)
- 特ダネ三十時間 笑う誘拐魔 曲り角の女 (1960年)
- 特ダネ三十時間 白昼の脅迫 女の牙 (1960年)
- 天下の快男児 旋風太郎 (1961年)
- べっぴんさんに気をつけろ (1961年)
- 特ダネ三十時間 東京租界の女 (1961年)
- カメラ・トップ屋 お嬢さんが狙ってる／お色気無手勝流 (1961年)
- 万年太郎と姐御社員 (1961年)
- カレーライス (1962年)
- 恐怖の魔女 (1962年)
- 東海一の鬼紳士 (1963年)
- 殺人鬼の誘惑 (1963年)
- 恋は神代の昔から (1963年)
- 海軍 (1963年)
- おかしな奴 (1963年)
- 列車大襲撃 (1964年)
- 赤いダイヤ (1964年)
- ひも (1965年)
- いろ (1965年)
- 一発かましたれ (1965年)
- 怪談せむし男 (1965年)
- かも (1965年)
- おんな番外地 鎖の牝犬 (1965年)
- 夜の悪女 (1965年)
- 流れ者仁義 (1965年)
- ダニ (1965年)
- 続・おんな番外地 (1966年)
- 遊侠三代 (1966年)
- 赤い夜光虫 (1966年)
- 男度胸で勝負する (1966年)
- 可愛いくて凄い女 (1966年)
- ボスは俺の拳銃で (1966年)
- 花札渡世 (1967年)
- 柳ヶ瀬ブルース (1967年)
- 夜の手配師 (1968年)
- 盛り場ブルース (1968年)
- 命かれても (1968年)
- (秘)トルコ風呂 (1968年)
- 夜の歌謡シリーズ 伊勢佐木町ブルース (1968年)
- 喧嘩博徒 地獄の花道 (1969年)
- 妾二十一人 ど助平一代 (1969年)
- (秘)女子大生 妊娠中絶 (1969年)
- 夜の歌謡シリーズ 長崎ブルース (1969年)
- 夜の歌謡シリーズ 港町ブルース (1969年)
- 傷害恐喝 前科十三犯 (1969年)
- 青春喜劇 ハレンチ学園 (1970年)
- 盛り場流し唄 新宿の女 (1970年)
- ハレンチ学園 身体検査の巻 (1970年)
- ハレンチ学園 タックルキッスの巻 (1970年)
- 新・ハレンチ学園 (1971年)
- 女子学園 おとなの遊び (1971年)
- 谷岡ヤスジのメッタメタ ガキ道講座 (1971年)
- 渡世人 命の捨て (1971年)
- 場極楽坊主 (1971年)